# Francesco Bonsignori
Francesco Bonsignori (Verona, 1460 circa – Caldiero, 2 luglio 1519) è stato un pittore italiano.

## Biografia
Allievo del padre Alberto, pittore dilettante, e fratello di Bernardino e  Girolamo anch'essi pittori. Bonsignori si perfezionò sotto la guida di Benaglio.
Visse a Verona fino al 1480, quando si trasferì a Venezia dove rimase fino al 1487. In seguito risiedette a Mantova, dove svolse il compito di pittore di corte presso i Gonzaga (insieme ad Andrea Mantegna) tra il 1487 e il 1505.
La prima parte della sua attività pittorica è influenzata dalla pittura veneziana (Antonello da Messina, Giovanni Bellini, Cima da Conegliano, Alvise Vivarini)
La vicinanza con Mantegna diede alla sua arte un tono più monumentale (pala della Beata Osanna, Mantova, museo di Palazzo Ducale; Madonna e Santi, Londra, National Gallery), addolcito però, verso l'inizio del XVI secolo, da una delicata morbidezza del modellato forse influenzata dal passaggio Mantovano di Leonardo da Vinci (si vedano al proposito le due versioni del San Sebastiano, Curtatone, S. Maria delle Grazie e Arezzo, Museo d'Arte, e la Madonna e Santi, Verona, San Bernardino).
Ritrattista di notevole qualità (come nell'effigie di ignoto della National Gallery), Francesco fu fratello di Girolamo Bonsignori, anch'egli pittore per i Gonzaga.
Moriva a Caldiero presso Verona il 12 luglio 1519, dove si era recato per un periodo di cure termali alle Terme di Giunone.

## Opere

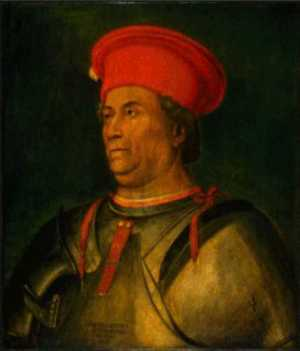
Ritratto di Francesco Sforza, 1490 circa

Molte delle sue opere sono conservate nel Museo di Castelvecchio e in alcune chiese di Verona, ma molti dipinti del paese mantovano andarono distrutti durante il sacco del 1630.
- Madonna col Bambino, museo di Castelvecchio, Verona
- Pala Dal Bovo, museo di Castelvecchio, Verona
- Madonna col Bambino e santa Margherita, museo di Castelvecchio, Verona
- Allegoria della musica, museo di Castelvecchio, Verona
- Cristo cade sotto la croce (1510), Museo della città di palazzo San Sebastiano, Mantova
- Pala della Beata Osanna (1519), Palazzo ducale di Mantova
- Cristo risorto tra san Maurizio e san Sebastiano, Chiesa di San Maurizio, Redondesco (MN)
- Madonna e santi, San Bernardino, Verona
- Madonna e santi, National Gallery di Londra
- Ritratto di senatore (1487), National Gallery, Londra
- San Sebastiano, Santuario di Santa Maria delle Grazie, Curtatone
- San Sebastiano, Museo statale d'arte medievale e moderna, Arezzo
- Ritratto di Gian Francesco Gonzaga (1475/1480), Accademia Carrara, Bergamo
- Effigie di sconosciuto, National Gallery, Londra
- Ritratto di Francesco Petrarca
- Ritratto di Francesco Sforza, National Gallery of Art, Washington